# Киевский телеграф (газета)
«Киевский телеграф» (рус.дореф. «Кіевскій Телеграфъ») — первая киевская частная газета умеренно- либерального толка, основанная бароном Альфредом фон Юнком. Дебютный номер вышел 1 июля 1859 года. Существует мнение, что с этой даты следует отсчитывать рождение независимой киевской журналистики. Газета под названием «Кіевскій Телеграфъ» издавалась в Киеве с 1859 по 1876 год.

## История

### Учреждение газеты
Первую попытку открыть в Киеве свою газету Альфред фон Юнк предпринял в 1852 году. Получив из канцелярии киевского губернатора Дмитрия Бибикова отказ, Юнк тем не менее не отчаялся, занялся накоплением стартового капитала.
В 1859 году Юнк, заручившись поддержкой редактора «Киевских губернских ведомостей» Николая Алексеевича Чернышёва, повторил попытку. За прошедшие семь лет в России многое поменялось — на престоле сидел новый император — Александр II, в Киеве руководил новый губернатор — Илларион Илларионович Васильчиков, да к тому же стремительно разрастающемуся и богатеющему городу уже не хватало одной газеты.
По воспоминаниям его современников, Николая Лескова и Григория Градовского, Юнк был человеком с издательской жилкой, обладал потрясающим даром убеждения и умением договариваться с нужными людьми. Поначалу газета выходила два раза в неделю — по четвергам и воскресеньям.
После 1864 года — три раза (понедельник, среда, пятница), за исключением рождественских праздников и контрактовой ярмарки (во время этих событий «Киевский телеграф» выпускался ежедневно). Газета выходила в 4-столбцовом формате на дешёвой бледно-серой плотной бумаге, что делало её не слишком привлекательной внешне. Листки газеты отпечатывались на ручном станке, который отбивал около тысячи экземпляров. Но этого было достаточно, поскольку среднее количество регулярных подписчиков газеты не превышало двух-трёх сотен.. Тем не менее издавалась она на протяжении 17 лет. Успех «Киевского телеграфа» вызвал появление десятков последователей и подражателей. Газетный бум породил «Киевский курьер», «Киевскую мысль», «Киевскую молву», «Киевскую речь», «Киевскую старину», «Киевское слово».
Монархический «Киевлянин» начал издаваться в 1864 году и стал одним из самых серьёзных конкурентов и главным оппонентом детища фон Юнка.

### Структура газеты, характер подачи материалов, опечатки
Фон Юнк понимал простую издательскую истину: чтобы тиражи газеты раскупались, необходимо давать читателям эксклюзив и вовсю использовать живую подачу. Редакция «Киевского телеграфа» располагалась в городе, жизнь в котором была тихой, размеренной и спокойной. Какую-то часть материалов (и представление о том, что происходит в окружающем мире) редакторы газеты получали из выписываемых ими московских, петербургских и зарубежных изданий, а поскольку в то время ещё не было железной дороги, то эти издания доставляли им на лошадях.
Фон Юнк регулярно придумывал какой-нибудь оригинальный контент, выходивший в качестве приложений к «Киевскому телеграфу»: дополнительные издания, литературные сборники, спецвыпуски с выкройками, эскизами и рисунками.
К слову, мода была отдельным интересом издателя газеты: Александр-Альфред регулярно описывал на страницах своего издания увиденных на улицах города ярких личностей. Эти фельетоны, в которых он подмечал настроение, привычки, диалоги и внешний вид персонажей (вплоть до мельчайших деталей их костюмов) помог сформировать в литературе появление так называемого «киевского типа».
«Какие наряды! Какие фасоны! Какие картузы! — писал в 1861 году Альфред фон Юнк. — Тут вам попадаются малиновые с чёрными перьями, белые с чёрными околышками… Иногда на фуражке можно увидеть чёрный креповый бант, на другой — чёрную полоску. Ни на каком маскараде во время масляницы не попадается так много фасонов польских, краковских и малороссийских, как на Крещатике! Настоящий венецианский карнавал. Дамы стараются перещеголять одна одну. Только появится какая-то модная шляпка или же с какими-то выдумками бурнус или мантилья, и вот уже она куплена и демонстрируется на прогулках».
Или вот один из номеров «Телеграфа» за 1864 год, из заметки журналиста Рудковского: «Говорят, Париж — столица мод. А ну, господа, с Парижем! И что вы против нашего? Да не больше мухи. Вспомните лишь наш украинский соломенный брыль, который не раз красовался на Подоле, на Крещатике и других улицах! А потом — шаровары, чоботы, палицы и такое другое… Париж против нас — муха! Наши люди, вот это так люди!»
Эту манеру затем можно встретить, например, у Куприна в его цикле очерков «Киевские типы»: «Фуражка прусского образца, мундир в обтяжку с отвороченной левой полой, позволяющей видеть белую шёлковую подкладку; пенсне на широкой чёрной ленте; ботинки без каблуков и белые перчатки на руках — вот обыкновенный костюм студента-драгуна, которого вы ежедневно видите на Крещатике» («Студент-драгун»).
В газете имелись следующие рубрики:
- Внутренние известия
- Корреспонденция
- Политическое обозрение
- Литература
- Фельетон
- Библиографические и частные объявления

Важной особенностью «Киевского телеграфа» были регулярные опечатки в газете. Об этом писал Николай Лесков в «Печерских антиках»:
Так, например, с «Телеграфом» на первых порах случались такие анекдоты, которым, пожалуй, трудно и поверить. Поправки же Юнку иногда стоили дороже ошибок. Раз, например, у него появилась поправка, в которой значилось дословно следующее: "Во вчерашнем номере на столбце таком то у нас напечатано "пуговица", читай "Богородица". Юнк был в ужасе больше от того, что цензор ему выговаривал: "Зачем же поправляться!"
- Как же не поправляться? - вопрошал Юнк, и в самом деле надо было поправляться.

### Смена собственника и закрытие газеты
13 августа 1870 года Альфред фон Юнк скончался после продолжительной и тяжёлой болезни.
В 1874 году вдова основателя газеты госпожа фон Юнк продает «Киевский телеграф» за 4500 рублей (три тысячи рублей — издательские права, полторы тысячи — типография). К тому времени газета испытывала большие трудности, и её продажа стала единственным возможным выходом из кризиса.
Новой владелицей газеты стала Авдотья Гогоцкая. Будучи женщиной образованной и энергичной, она участвовала в создании женских училищ и курсов, а также поддерживала довольно тесные связи с украинской интеллигенцией того времени, среди её друзей были: Владимир Антонович, Михаил Драгоманов, Павел Житецкий, Иван Лучицкий и.т.д.
С новым владельцем «Киевский телеграф» получил обновленный дизайн и из умеренно либерального информационно-литературного издания превратился в рупор украинского национального движения. Однако подобная направленность издания не устраивала царскую власть. Из за этого у Авдотьи Ивановны Гогоцкой начались крупные неприятности. Кроме того, она лишилась поддержки мужа, который придерживался правых взглядов.
В мае 1876 года император Александр II, отдыхая на немецком курорте Бад-Эмс, подписал так называемый Эмсский указ, который, среди прочего, запрещал издание «Киевского телеграфа», ссылаясь при том на «вредное влияние газеты»; 1 июня 1876 года газета была закрыта.

## Возобновление издания в начале XXI века
Под названием «Кіевскій телеграфъ» в 2000-2010 гг. в Киеве выходила еженедельная общественно-политическая газета. В отличие от ещё одного бренда с историей — газеты «Киевлянин», ее издание не было прекращено после «оранжевой революции».